# Пуэрто-Кортес
Пуэ́рто-Корте́с (исп. Puerto Cortés) — город на севере Гондураса, в департаменте Кортес на побережье Карибского моря.

## Топоним
Город получил своё название в честь Эрнана Кортеса, который основал в 1524 году на этом месте город «Ла-Нативидад». В 1533 году индейцы уничтожили город. Позднее, в 1536 году, Педро де Альварадо основал новый город, получивший название «Пуэрто-Кабальос». Во время Англо-испанской войны в 1603 году англо-французские силы атаковали, а затем разграбили город, после чего отошли от него с добычей. 
В 1869 году город был переименован в Пуэрто-Кортес.

## Географическое положение
Город расположен на небольшом полуострове, выступающем в море и образующем с южной стороны естественную бухту, известную как Лагуна-де-Альварадо.

## Население
По данным на 2013 год численность населения составляет 66 441 человек.
Динамика численности населения города по годам:
| 1974   | 1988   | 2001   | 2013   |
| ------ | ------ | ------ | ------ |
| 25 817 | 31 586 | 43 845 | 66 441 |